# Rolleville
Rolleville is een gemeente in het Franse departement Seine-Maritime (regio Normandië) en telt 1131 inwoners (1999). De plaats maakt deel uit van het arrondissement Le Havre.

## Geografie
De oppervlakte van Rolleville bedraagt 7,1 km², de bevolkingsdichtheid is 159,3 inwoners per km².

## Verkeer en vervoer
In de gemeente ligt spoorwegstation Rolleville.
De onderstaande kaart toont de ligging van Rolleville met de belangrijkste infrastructuur en aangrenzende gemeenten.

## Demografie
Onderstaande figuur toont het verloop van het inwonertal (bron: INSEE-tellingen).